# Woodbury (Minnesota)
Woodbury ist eine Stadt (mit dem Status „City“) im Washington County im US-amerikanischen Bundesstaat Minnesota. Im Jahr 2020 hatte Woodbury 75.102 Einwohner.
Woodbury, das Bestandteil der Metropolregion Minneapolis–Saint Paul ist, liegt südöstlich von Minnesotas Hauptstadt Saint Paul.

## Geografie
Woodbury ist südlich des Interstate 94 und östlich des Interstate 494 in der Metropolregion der Twin Cities gelegen. Nach Angaben des United States Census Bureau beträgt die Fläche der Stadt 92,2 Quadratkilometer, davon sind 1,6 Quadratkilometer Wasserflächen. Die Stadt liegt auf einem Plateau zwischen dem Mississippi River und dem St. Croix River.

## Wirtschaft
In Woodbury liegt der Firmensitz von Anytime Fitness.
In Woodbury befand sich ein Werk von 3M, das zu einer Verunreinigung des Grundwassers mit Perfluortensiden geführt hat.

## Geschichte
Die ersten europäischen Siedler kamen 1844 in die Region. Die meisten davon stammten aus den östlichen Bundesstaaten und aus Deutschland, aber auch aus weiteren europäischen Ländern. Das Gebiet war bei der Gründung von Woodbury vornehmlich bewaldet. Nach und nach wurden die Wälder in landwirtschaftliche Nutzflächen umgewandelt.
1858 gründeten die Siedler ein Township. Ursprünglich wurde es nach einem vom berühmten Dakota-Häuptling Little Crow angemalten Stein Red Rock genannt. Als die Stadtverwaltung feststellte, dass es in Minnesota ein Red Rock Township gibt, wurde der Ort im Jahre 1859 umbenannt. Namensgeber war hierbei Levi Woodbury, ein aus New Hampshire stammender Politiker und Richter und Freund des ersten Stadtvorsitzenden. 1876 wurde ein erstes Rathaus in Woodbury erbaut. Mit einem Anstieg der Bevölkerungszahl wurde in den 1960er Jahren die Township zu einer Stadt umgewandelt. Zwischen 1980 und 2000 vervielfachte sich die Bevölkerungszahl von rund 10.000 auf über 46.000 Einwohner.

## Demografische Daten
Nach der Volkszählung im Jahr 2010 lebten in Woodbury 61.961 Menschen in 22.594 Haushalten. Die Bevölkerungsdichte betrug 683,9 Einwohner pro Quadratkilometer. In den 22.594 Haushalten lebten statistisch je 2,73 Personen.
Ethnisch betrachtet setzte sich die Bevölkerung zusammen aus 81,4 Prozent Weißen, 5,6 Prozent Afroamerikanern, 0,3 Prozent amerikanischen Ureinwohnern, 9,1 Prozent Asiaten sowie 1,0 Prozent aus anderen ethnischen Gruppen; 2,5 Prozent stammten von zwei oder mehr Ethnien ab. Unabhängig von der ethnischen Zugehörigkeit waren 3,8 Prozent der Bevölkerung spanischer oder lateinamerikanischer Abstammung.
29,6 Prozent der Bevölkerung waren unter 18 Jahre alt, 62,1 Prozent waren zwischen 18 und 64 und 8,3 Prozent waren 65 Jahre oder älter. 51,8 Prozent der Bevölkerung war weiblich.

Woodbury ist ein wohlhabender Vorort. Das mittlere jährliche Einkommen eines Haushalts lag bei 92.780 USD. Das Pro-Kopf-Einkommen betrug 42.226 USD. 3,2 Prozent der Einwohner lebten unterhalb der Armutsgrenze.

## Söhne und Töchter der Stadt
- Nick Pitera (* 1986), Sänger
- Gabe Guentzel (* 1988), Eishockeyspieler
- Kassey Kallman (* 1992), Fußballspielerin